# Symphoristis
Symphoristis is een geslacht van vlinders van de familie grasmineermotten (Elachistidae).

## Soorten
- S. nimbifera (Meyrick, 1913)
- S. ptychospila Meyrick, 1918